# سلوى هديب
سلوى كايد هديب- قنام (1958-) ممرضة وسياسية فلسطينية، ولدت في مدينة القدس عام 1958، حصلت على شهادة الدبلوم في التمريض من معهد سانت جورج للعيون في لندن. عادت إلى القدس وعملت ممرضة في مستشفى سانت جون من عام 1978، ثم شغلت منصب رئيس الممرضين خلال الأعوام 1979-1984. بقيت تعمل ممرضة حتى عام 2004.

## دراستها
حصلت على شهادة في القانون من جامعة بيروت خلال الفترة 1982-1984. ثم حصلت على شهادة البكالوريس من جامعة القدس أبو ديس تخصص تنمية اجتماعية وعائلية. وفي عام 2005 حصلت على درجة الماجستير في الدراسات الإسرائيلية من جامعة القدس.

## حياتها العملية
كانت عضو في المجلس الثوري لحركة فتح، وترأست جمعية لجان المرأة للعمل الاجتماعي في القدس، وعضو في طاقم شؤون المرأة. ترأست دائرة المرأة ودائرة الشؤون الإسرائيلية لحركة فتح في القدس، وشغلت منصب أمين عام في وزارة شؤون المرأة الفلسطينية في فبراير 2004 ولمدة خمس سنوات. في 31 أكتوبر عام 2011 أصدر الرئيس محمود عباس مرسوما رئاسياً يقضي بتعيين السيدة سلوى هديب نائباً لمحافظ القدس. وكانت من أبرز القيادات النسوية العاملة في القدس، كما شغلت رئاسة مؤسسات وطنية ومجتمعية ونسوية، وعملت خبيراً لدى جامعة الدول العربية، وفي صندوق الأمم المتحدة للمرأة في نيويورك.

## جوائز
حازت سلوى هديب على العديد من الجوائز ومنها:
- جائزة السلام لعام 1994 من منظمة السلام الإسرائيلية.
- جائزة الموظف المثالي من الملكة إليزابيث لبريطانيا العظمى عام 1998.